# Левандовский, Макс Генрих

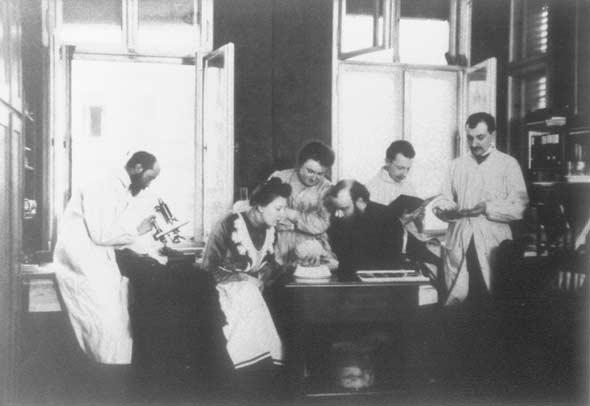
Неврологическая лаборатория в Берлине, Макс Левандовски — второй справа

Макс Генрих Левандовский (28 июня 1876, Берлин — 4 апреля 1918, там же) — немецкий невролог и педагог еврейского происхождения.

## Биография
Учился в университетах Марбурга, Берлина и Галле на медицинских факультетах. В 1902 году выступал лектором в области физиологии в Берлинском университете. Совместно с Корбинианом Бродманом и Оскаром Фогтом, Левандовский основал неврологическую лабораторию в Берлине. В 1904 году Левандовский был помощником Карла Бонхёффера и Франца Ниссля в Гейдельбергском университете. В 1908 году после назначения адъюнкт-профессором, он много лет работал в городской больнице Фридрихсхайна (Берлин). В 1910 году вместе с Алоисом Альцгеймером основал европейский Журнал неврологии и психиатрии.
Его могила находится на Еврейском кладбище в Вайсензее.

## Семья
Его отец — доктор медицины Герман Левандовский — приходился племянником композитору и синагогальному кантору Луи Левандовскому, чья дочь Марта вышла замуж за друга доктора Левандовского — философа-неокантианца Германа Когена.
Двоюродный брат — немецкий дерматолог Левандовский, Феликс (1879—1921), известный описанием верруциформной эпидермодисплазии Левандовского — Лютца и синдрома Ядассона — Левандовского.

### Научные труды
- Über Schwankungen des Vagusstromes bei Volumänderungen der Lunge, 1898
- Sitzungsberichte der Preußischen Akademie der Wissenschaften; Hrsg. Preußische Akademie der Wissenschaften, 1900
- Die Funktionen des zentralen Nervensystems: Ein Lehrbuch von Max Heinrich Lewandowsky, 1907
- Handbuch der Neurologie in 5 Bänden. Berlin, Springer, 1911—1914
- M. Lewandowsky’s praktische Neurologie für Ärzte; von Max Lewandowsky und Robert Hirschfeld, 1923 (1. Ausgabe 1917)
- Monographien aus dem Gesamtgebiete der Neurologie und Psychiatrie von Max Lewandowsky und A. Alzheimer, Neuauflage 1963